# Episodi di Hudson & Rex (seconda stagione)
La seconda stagione della serie televisiva Hudson & Rex, composta da 19 episodi, è stata trasmessa sul canale canadese Citytv dal 24 settembre 2019 al 24 marzo 2020.
In Italia, i primi tre episodi sono stati trasmessi in prima visione assoluta su Rai 3 dal 13 agosto al 3 settembre 2020, poiché fanno parte della prima stagione dovuta alla diversa distribuzione degli episodi per la vendita all'estero. Gli altri episodi sono stati trasmessi in prima visione assoluta dal 2 maggio al 29 agosto 2021 di pomeriggio invece che in prima serata, con la sequenza degli episodi diversa rispetto a quella originale.
| nº | Titolo originale       | Titolo italiano           | Prima TV Canada   | Prima TV Italia  |
| -- | ---------------------- | ------------------------- | ----------------- | ---------------- |
| 1  | Man of Consequence     | In fuga dal passato       | 24 settembre 2019 | 20 agosto 2020   |
| 2  | Over Ice               | Sul ghiaccio              | 1º ottobre 2019   | 13 agosto 2020   |
| 3  | Blind Justice          | Giustizia cieca           | 8 ottobre 2019    | 3 settembre 2020 |
| 4  | Strangers in the Night | Fine di una star          | 15 ottobre 2019   | 2 maggio 2021    |
| 5  | Dead Man Walking       | Condannato a morte        | 22 ottobre 2019   | 16 maggio 2021   |
| 6  | Under the Influencer   | Morte di un influencer    | 29 ottobre 2019   | 29 maggio 2021   |
| 7  | The Woods Have Eyes    | I boschi hanno gli occhi  | 5 novembre 2019   | 30 maggio 2021   |
| 8  | Game of Bones          | Gioco di ossa             | 12 novembre 2019  | 6 giugno 2021    |
| 9  | Bullet in the Water    | Una pallottola nell'acqua | 19 novembre 2019  | 12 giugno 2021   |
| 10 | The French Connection  | Un aroma prezioso         | 26 novembre 2019  | 13 giugno 2021   |
| 11 | Rex Machina            | Effetti Collaterali       | 14 gennaio 2020   | 4 luglio 2021    |
| 12 | Rex and the City       | Cuori solitari            | 21 gennaio 2020   | 20 giugno 2021   |
| 13 | In Pod We Trust        | E giustizia è fatta       | 28 gennaio 2020   | 11 luglio 2021   |
| 14 | Tunnel Vision          | Morte in miniera          | 4 febbraio 2020   | 18 luglio 2021   |
| 15 | Finger Foodie          | Il passato non perdona    | 11 febbraio 2020  | 25 luglio 2021   |
| 16 | Flare of the Dog       | Un cane brillante         | 18 febbraio 2020  | 31 luglio 2021   |
| 17 | The Graveyard Shift    | Una trappola perfetta     | 3 marzo 2020      | 14 agosto 2021   |
| 18 | Old Dog New Tricks     | La tela del ragno         | 17 marzo 2020     | 15 agosto 2021   |
| 19 | In a Family Way        | Questione di sangue       | 24 marzo 2020     | 29 agosto 2021   |

## In fuga dal passato
- Titolo originale: A Man Of Consequence
- Diretto da: Felipe Rodriquez
- Scritto da: Ken Cuperus e Avrum Jacobson

## Sul ghiaccio
- Titolo originale: Over Ice
- Diretto da: Felipe Rodriquez
- Scritto da: Céleste Parr

### Trama
L'allenatrice di pattinaggio sul ghiaccio viene uccisa. I suoi allievi la ritrovano il giorno dopo pugnalata al cuore e chiamano la polizia di Saint John dove ricevono aiuto da Charlie e Rex. Dopo tante ricerche scoprono che Dayane non è stata uccisa sul ghiaccio ma nella cabina dove si conserva il ghiaccio, Sarah e Charlie vengono chiusi nella cabina, ma vengono salvati dall'intervento di Jessie e Rex.

## Giustizia cieca
- Titolo originale: Blind Justice
- Diretto da: Felipe Rodriquez
- Scritto da: Derek Schreyer

## Fine di una star
- Titolo originale: Strangers in The Night
- Diretto da: T.J. Scott
- Scritto da: Carol Hay e Duncan Hay Jennings

### Trama
Danny è il frontman di una band locale. Viene trovato morto sulla spiaggia. Le indagini cercano sospettati nel suo ambiente musicale, anche tra i membri della sua band. Infatti Kara, batterista del gruppo, ha avuto una storia con Danny mentre era fidanzata con l'altro membro del gruppo. Anche il fratello di Danny viene indagato come sospettato visto i problemi economici che potrebbero fargli perdere il peschereccio di famiglia. Inoltre le canzoni di Danny erano state scritte dal fratello. Si scopre che Danny, per salvare il fratello, era entrato in contatto con un gruppo russo di trafficanti di esseri umani tramite il manager del gruppo. Infatti quest'ultimo è il vero assassino di Danny. Hudson e Rex riescono ad arrestarlo insieme ai trafficanti.
- Ascolti Italia: telespettatori 639.000 – share 4,00%[2]

## Condannato a morte
- Titolo originale: Dead Man Walking
- Diretto da: Felipe Rodriquez
- Scritto da: Ken Cuperus

### Trama
Mason è un investigatore privato oltre che amico di Hudson. Si trova in pericolo di vita poiché è stato avvelenato, ma non si conosce il veleno usato. I medici non possono intervenire poiché rischiano di fare ulteriori danni. Hudson e Rex vanno alla ricerca di chi ha commesso il crimine per scoprire anche il tipo di veleno utilizzato visto che a Mason restano quarantotto ore di vita. Si indaga tra due casi di Mason. Il primo riguarda Tim Wanderoot che l'ha ingaggiato per indagare su Charlotte, sua moglie consigliera comunale e candidata sindaco alle prossime elezioni. Si scopre che Tim in realtà ha tentato di uccidere Charlotte poiché quest'ultima voleva divorziare. Tim per il matrimonio aveva rinunciato persino alla carriera nelle forze speciali Terranova. Il caso chiuso si rivela inconcludente per Mason. Il secondo riguarda Carson Bishop, scrittore di libri horror, minacciato con regali inquietanti. Tali regali sono frutto di una scrittrice in erba di nome Brenda che vuole attirare l'attenzione di Bishop per fargli leggere il suo romanzo. Rex fiuta su una penna con le iniziali C.B. la tossina usata per avvelenare Mason. Si capisce che la penna era destinata a Bishop da parte del suo agente letterario. Infatti l'agente voleva vendicarsi poiché Bishop ha deciso di concludere il suo contratto con lei. Mason così si salva visto che i medici possono somministrare il giusto antidoto.
- Ascolti Italia: telespettatori 756.000 – share 5,00%[3]

## Morte di un'influencer
- Titolo originale:  Under the Influencer
- Diretto da: Eleanore Lindo
- Scritto da: Jessie Gabe

### Trama
Katie Collins, nota influencer, sta per sposarsi e condivide il giorno del suo matrimonio con i suoi fan. Il giorno prima del matrimonio muore. Tra i sospettati ci sono le amiche, la madre e Chad, futuro marito. Dall'analisi risulta che Katie è stata avvelenata per aver ingerito napello, un fiore velenoso usato per abbellire la location del matrimonio. Da una foto si riscontra anche un'altra damigella che risulta essere Erica, sorella di Chad. Lei e Katie non hanno un buon rapporto causato dalla scoperta di Erica di un contratto editoriale per un libro sul suo divorzio. Erica viene trovata da Hudson e Rex incosciente nella sua abitazione. Infatti è stata aggredita da una ex troll di Katie convinta della sua colpevolezza. Anche questa pista risulta inutile. I sospetti si concentrano su Chad che aveva appreso da Erica la finzione del suo matrimonio. Così ha architettato un piano per fare venire a galla le vere intenzioni di Katie. Quest'ultima aveva anche prodotto delle pillole dimagranti che sarebbero state messe in commercio tra qualche settimana. Chad sostituisce il preparato delle pillole con uno fatto di napello. La sua intenzione era di fare star male Katie e non di ucciderla. Chad tenta di fuggire verso l'aeroporto, ma viene arrestato da Hudson e Rex.
- Ascolti Italia: telespettatori 510.000 – share 4,80%[4]

## I boschi hanno gli occhi
- Titolo originale: The Woods Have Eyes
- Diretto da: T.J. Scott
- Scritto da: Julian Doucet

### Trama
Alia Roy è una fotografa che lotta contro l'inquinamento ambientale generato dalle aziende multinazionali. Purtroppo la madre ne denuncia la scomparsa. I sospetti ricadono su Gordon, la cui azienda ha dichiarato bancarotta a causa delle scoperte di Alia. Gordon ammette di averle rubato l'auto come ripicca per il danno subito. Cercano Alia nel luogo dove è stata vista l'ultima volta. Si tratta di una zona boschiva dove le telecomunicazioni sono inesistenti. In realtà il segnale è disturbato dalla Xlvault, azienda che raccoglie dati. Recuperano le immagini delle telecamere usate per controllare la popolazione degli animali grazie a Kendra, ex moglie di Hudson e ranger. Nei boschi trovano il cadavere di John, dipendente della Xlvault, e delle tracce di sangue di Alia. Capiscono che l'azienda è una sede della cybersecurity che opera per conto del Canada. Temono che Alia sia una ecoterrorista. In realtà Alia è la testimone dell'omicidio di John causato da Valentine, finto dipendente della Xlvault che agisce come talpa. Per fortuna Hudson, Kendra e Rex salvano Alia e arrestato Valentine.
- Ascolti Italia: telespettatori 714.000 – share 5,90%[5]

## Gioco di ossa
- Titolo originale: Game of Bones
- Diretto da: Eleanore Lindo
- Scritto da: Stephanie Tracey

### Trama
Miles è un ex studente di archeologia e un giovane appassionato di LARP soprattutto quelle riguardanti l'epoca dei vichinghi in chiave fantasy. Durante una di esse in cui si mette in scena una battaglia tra vichinghi, viene scoperto 
il cadavere di Miles. Hudson indaga e il suo amico Fred, ex tossicodipendente, rivela che Miles preferiva dimenticarsi della vita reale per vivere in quella vichinga. Miles si è allontanato dall'ambiente universitario perché non veniva creduto sui reperti vichinghi da lui trovati, tra cui una spada, sul luogo delle rievocazioni storiche che chiamava nuovo Valhalla. Interrogata da Hudson, Gabbie Mitchell, game master delle rievocazioni, rivela di aver scoperto il cadavere di Miles e di aver nascosto la spada con cui è stata incisa una runa sul suo corpo. Dopo numerose piste si capisce che il rettore Reginald ha ucciso Miles con la spada vichinga poiché aveva un affare immobiliare in corso su quel terreno insieme a Brody, agente immobiliare.
- Ascolti Italia: telespettatori 657.000 – share 5,30%[6]

## Una pallottola nell'acqua
- Titolo originale: Bullet in the Water
- Diretto da: Mars Horodyski
- Scritto da: Derek Schreyer

### Trama
Durante l'allenamento, i membri di un equipaggio di canottaggio vengono bersagliati da pallottole e uno di essi muore. Dalla testimonianza di Sara, sorella di un membro dell'equipaggio, Hudson e Rex capiscono che si tratta di un cecchino e risalgono al luogo dove la pallottola che ha ucciso Niko Fermi, membro dell'equipaggio, si è conficcata. Il sospetto è Jerry, ex militare operativo nella Guerra del Golfo. Ben presto viene scagionato per via della PTS di cui soffre. Dall'indagine Hudson capisce che era tutta una messa in scena visto che Nico era già morto. Infatti, Damon, membro del team, racconta di un gioco fatto per decidere chi dovesse fare il timoniere e perdere la possibilità di allenarsi per le Olimpiadi. In realtà il gioco serviva a sbarazzarsi di Damon, con il consenso del coach, visto i suoi scarsi risultati sportivi e il suo posto nel team era dovuto alle donazioni e tangenti pagate dai ricchi genitori. Il gioco era una roulette russa con una pistola truccata che però uccide Niko. Hudson comprende che Niko aveva scoperto delle tangenti che intascava la direttrice e inizia a ricattarla per denaro. Proprio quest'ultima aveva fatto modificare la pistola a un armaiolo e pagato tramite uno dei conti correnti dove intascava le tangenti. Hudson e Rex arrestano la direttrice e presenziano alla cerimonia dove Damon crea un fondo di finanziamento per i canottieri con scarse risorse economiche.
- Ascolti Italia: telespettatori 448.000 – share 4,30%[7]

## Un aroma prezioso
- Titolo originale: The French Connection
- Diretto da: John Vatcher
- Scritto da: Derek Schreyer e Alex Pugsley

### Trama
Paolo Rose, critico gastronomico e sommelier, viene trovato morto, all'interno di un barile di gin, sull'arcipelago francese poco distante da Terranova. Le indagini rivelano che l'omicidio è accaduto nella città di Hudson e così gli viene assegnato il caso. Ad aiutarlo è la decettive francese Valerie Bertrand. Il critico era famoso per andare a letto con donne sposate. Le indagini si concentrano su Claire Thomas e suo marito, una coppia proprietaria di una distilleria di gin. Risalgono alla stanza d'hotel dove risiedeva, sotto falso nome, come Anton Page. Claire e Paolo erano amanti. Sospettano del marito di Claire che, interrogato, rivela di un piano ordito per sedurre Paolo e di un altro uomo di nome Anc. In realtà Anc è una bottiglia di cognac, creata in onore di Enrico V, tra le più prestigiose al mondo. Le indagini proseguono scoprendo che Anc era una frode fatta usando il congenere di Fuselolo  e Paolo aveva capito tutto. La truffa è opera di Galen Witcroft che risulta anche essere l'assassino di Paolo. Dopo una breve fuga Galen viene arrestato.
- Ascolti Italia: telespettatori 501.000 – share 4,20%[8]

## Effetti collaterali
- Titolo originale: Rex Machina
- Diretto da: Felipe Rodríguez
- Scritto da: Vivian Lin

### Trama
April Richards, capo ingegnere e fondatrice insieme a Maika e Sixy dell'azienda Zoomii, viene rinvenuta morta all'interno dell'auto a guida autonoma che stavano per lanciare sul mercato. È stata prima stordita con un colpo alla testa e poi uccisa da avvelenamento da monossido di carbonio provocato dalla manomissione del tubo di scarico della sua auto Zoomii.  Si pensa ad una faida all'interno dell'azienda visto che Maika voleva vendere la start-up, a causa del rischio di bancarotta, a differenza di April. Hudson e Rex, indagando, scoprono che una delle auto Zoomii era stata coinvolta in un incidente che ha paralizzato il centauro Casey James costringendolo alla sedia a rotelle. In realtà, l'incidente è stato manipolato da Donna, la capo meccanico dell'azienda Zoomii che si sentiva in colpa verso Casey, visto che era un suo ex fidanzato e aveva perso il lavoro di camionista a causa dell'avvento dei sistemi a guida autonoma. Hudson capisce che Donna aveva coinvolto l'azienda per cui lavorava per ottenere diecimila dollari al mese per Casey, oltre ad evitare il suo terzo arresto per ubriachezza che lo avrebbe fatto finire in carcere. La ragazza ha ucciso April che ormai aveva scoperto tutto e voleva denunciare Casey.
- Ascolti Italia: telespettatori 463.000 – share 3,80%[9]

## Cuori solitari
- Titolo originale: Rex and the City
- Diretto da: John Vatcher
- Scritto da: Jackie May

### Trama
Neat Abrams viene trovato morto con una freccia conficcata nel torace. Accanto al cadavere c'è un accendino con delle impronte. Neat lavorava per la Meet Cupid, sito d'incontro online di lusso, di proprietà di Candace. Il suo lavoro consisteva nel trovare clienti per il sito usando il suo fascino. Hudson, sotto copertura, si iscrive al sito per incontrare tutte le donne con capelli rossi selezionate come possibili sospettate. Le incontra in un bar, così che si possano prendere le impronte dei drink per compararle con quelle in possesso della polizia. Una delle donne risulta compatibile, ma in base all'interrogatorio viene scagionata. Si sospetta anche di Mindy, specialista degli accoppiamenti alla Meet Cupid, che sapeva della truffa di Neat e lo aveva inseguito vedendolo litigare con una donna a cui aveva scattato una foto. La foto ritrae Neat e Holly, avvocato per la Tracey Philips e associati, studio legale che ha tra i suoi clienti la Meet Cupid. Nel bagaglio dell'auto di Holly vengono trovati l'arco e le frecce usate nel delitto. Holly rivela che Neat le aveva detto della truffa e di essersi innamorato di lei. Questo porta a sospettare di Candace, che infatti ha ucciso Neat perché voleva, oltre che uscire dalla truffa, venire meno alla promessa di non credere nel vero amore fattale ai tempi del college. Intanto, parlando di siti d'incontro, Sarah rivela a Charlie di aver rotto con Thomas.. i due iniziano a guardarsi con occhi diversi...è scoccata la scintilla.. e mentre sembra stia per arrivare un primo appuntamento, vengono interrotti da Jessie che li invita a trascorrere la serata insieme guardando un film.. che, ironia della sorte è "Harry ti presento Sally", la storia di due amici che dopo anni capiscono di essere anime gemelle.
- Ascolti Italia: telespettatori 412.000 – share 3,30%[10]

## E giustizia è fatta
- Titolo originale: In Pod We Trust
- Diretto da: Stephanie Morgenstern
- Scritto da: Pierre Mur e Stephanie Tracey

### Trama
Romeo Green esce di prigione in libertà vigilata dopo aver scontato venti anni per l'omicidio di Jonas MacLennan, detective di polizia, fratello dell'agente Ty e figlio dell'allora sovrintendente Mac. Ty vuole raccontare la verità sull'omicidio dei Jonas in un famoso podcast chiamato "L'informatore" di Phoebe Spring. Viene ucciso poco prima nello stesso luogo dov'è avvenuto l'omicidio del fratello. Romeo era l'informatore di Jonas, ma dalle prove raccolte tutti avevano creduto alla sua colpevolezza. Solo Donovan, sotto l'alias di agente Young, credeva a Romeo ma era impossibilitato a fare di più. Dall'indagine si chiarisce che l'assassino di Jonas era proprio Ty, che voleva proteggere sé stesso e il padre Mac. Infatti Jonas aveva scoperto che i due famigliari avevano messo su un traffico di droga sequestrata dalla polizia. Mac ,allora, per salvare Ty aveva inscenato la finta aggressione da parte di Romeo. Però ad uccidere Ty è stata Vicky, la sovrintendente degli archivi, costretta da Mac a falsificare il fascicolo sulla morte di Jonas. Vicky, dopo aver mantenuto il segreto per vent'anni, era disposta a tutto pur di non essere incriminata. Romeo riceve un cospicuo risarcimento con cui apre un'agenzia per aiutare altri innocenti condannati ingiustamente.
- Ascolti Italia: telespettatori 413.000 – share 3,00%[11]

## Morti in miniera
- Titolo originale: Tunnel Vision
- Diretto da: Felipe Rodriquez
- Scritto da: Ken Cuperus

### Trama
Un omicidio avviene durante le riprese di un film horror, a basso budget, nella vecchia miniera di Black Cove. Il film è basato sulla leggenda del minatore Caleb, il cui fantasma uccide tutti coloro che entrano nelle gallerie. Jay, uno degli attori, muore dopo la fine delle riprese. Hudson e Rex indagano e interrogano il regista Ian, la sua fidanzata e attrice Neal, l'assistente di produzione Clake e la produttrice Gloria. Le indagini portano a sospettare di Murray, un antiquario, che frequenta la miniera in cerca di oggetti. Si rivela una pista sbagliata. Anche Gloria viene trovata morta nella miniera. Mentre trovano il cellulare di Neal, la miniera ha un crollo e cosi rimangono intrappolati. Grazie a Rex che chiama aiuto Hudson, Ian, Sarah si salvano mentre Neal resta dispersa. Nel frattempo Hudson comprende che Ian è l'assassino. Ha ucciso Jay per la relazione che aveva con la sua fidanzata Neal, mentre Gloria l'ha uccisa perché aveva scoperto tutto. Ian cerca di addossare la colpa a Neal convinto che sia morta nel crollo della miniera. In realtà è viva e ha ascoltato l'interrogatorio di Ian fatto da Hudson. Neal decide di collaborare con la polizia. Murray si scopre essere il discendente di Caleb. Ovviamente la leggenda è falsa poiché Caleb non ha ucciso i suoi colleghi ma tentava di farli entrare nel sindacato per lottare e ottenere migliori condizioni.
- Ascolti Italia: telespettatori 458.000 – share 3,20%[12]

## Il passato non perdona
- Titolo originale: Finger Foodie
- Diretto da: Adriana Maggs
- Scritto da: Jessie Gabe

### Trama
Nella gara di cucina di un rinomato reality show televisivo, due illustri cuochi si sfidano. Il primo è Gregory, chef tradizionale, il secondo è Dave, chef vegano. Un pollice viene ritrovato nel filetto alla Wellington di Gregory. Si pensa subito a Pamela Sims come sospettata, visto le sue continue contestazioni contro la carne. Viene scagionata visto che lei e Gregory hanno un accordo che permette a lei di diffondere il messaggio vegano e a lui di ottenere visibilità mediatica. Si scopre che anche chef Daniel Owens, un allievo di Dave, aveva sfidato in precedenza Gregory. Daniel, dopo aver perso la sfida con la sua creazione, una bistecca prodotta con la nuova proteina vegetale Sacha Inchi, muore per overdose. Le cose si complicano quando viene rinvenuto il cadavere di Aaron Tarr nella serra dello chef Dave. Tarr era il consulente di chef Gregory. Laureato in scienze dell'alimentazione, falsificava le sue ricerche per screditare i piatti vegani. Era intervenuto nello show durante la gara tra Gregory e Daniel aiutando il primo a screditare il secondo. L'autrice del delitto è Molly, sous chef di Gregory, che aveva una relazione con Daniel. Molly è decisa a vendicarsi poiché incolpa tutti gli altri per la morte dell'amato. Quindi uccide Tarr e cerca di incastrare Dave per l'uso di cocaina e Gregory per l'omicidio. Hudson e Rex arrestano la donna.
- Ascolti Italia: telespettatori 429.000 – share 4,00%[13]

## Un cane brillante
- Titolo originale: Flare of the Dog
- Diretto da: Felipe Rodriquez
- Scritto da: Derek Schreyer e Vivian Lin

### Trama
Charlie risponde ad una chiamata di effrazione e arrivato sul luogo vede un uomo lanciare una molotov fatta con una bottiglia verde che crea una grande esplosione di colore blu. Charlie viene salvato da Rex ma si rompe una gamba e dovrà restare in ospedale; tuttavia questo non gli impedisce di indagare e trovare il piromane. Il caso è di competenza anche dei vigili del fuoco poiché ci sono stati altri quattro incidenti simili ma le esplosioni erano di colore arancione. In uno di questi era morto il pompiere Budd; tra il suo partner Asher Brown e Sarah si crea un feeling sul campo. Le indagini portano a sospettare di Malcolm Wild, che ha perso il padre in una esplosione nella fabbrica di bottiglie verdi per cui lavorava. Nel frattempo anche un edificio storico della città va a fuoco. Si scopre che la famiglia mafiosa De Angelis voleva abbattere l'edificio per costruire un casinò, così si pensa che Malcolm lavori per De Angelis. Ma, grazie al ritrovamento di resti umani fatto da Rex e Sarah sul luogo dell'incendio, Charlie intuisce che Malcolm è stata ucciso. Si comprende che il vero piromane e membro del clan dei De Angelis è Asher, il quale tenta di uccidere Charlie inscenando un incendio nella sua camera d'ospedale. Al momento giusto l'arrivo di Rex, Sarah e Jessie salva Charlie. Rex diventa membro onorario dei vigili del fuoco.
- Ascolti Italia: telespettatori 304.000 – share 3,00%[14]

## Una trappola perfetta
- Titolo originale: The Graveyard Shift
- Diretto da: John Vatcher
- Scritto da: Ken Cuperus e Joseph Milando

### Trama
Rupert Mankiewicz è un boss attivo nel campo della contraffazione del denaro arrestato alcuni mesi prima. Viene portato in centrale per essere interrogato da Hudson su un possibile giro di nuovi dollari canadesi falsi provenienti da una associazione a delinquere di stampo internazionale con probabile sede in Cina. In realtà è tutto un piano ordito da Rupert stesso per poter evadere e riprendere i dati e i soldi acquisiti dalla polizia dopo una retata 
in un magazzino contenente anche dei macchinari per fabbricare banconote. Charlie e Rex si ritrovano alla mercé del boss del crimine, che li usa per ottenere ciò che vuole. Ad aiutarlo ci sono i suoi uomini travestiti da dipendenti di una compagnia di manutenzione intervenuti per isolare la centrale di polizia per una falsa fuga di gas. Coincidenza vuole che anche il sistema informatico della polizia sia in aggiornamento, effettuato da Morgan, tecnico e amica di Jessie. Anche lei però è stata corrotta da Rupert e ora lavora per lui. Per fortuna Jessie capisce tutto. Dopo aver arrestato Morgan fornisce a Rupert una falsa via di fuga che permette l'intervento della polizia salvando Rex e Hudson.
- Ascolti Italia: telespettatori 357.000 – share 3,90%[15]

## La tela del ragno
- Titolo originale: Old Dog New Tricks
- Diretto da: Felipe Rodriquez
- Scritto da: Julian Doucet

### Trama
Quando Viktor Maddox, ex professore di Sarah, viene accusato di omicidio, Sarah chiama Charlie e Rex per far luce sul crimine perfetto. Infatti, Vanessa, seconda moglie del professore, viene rinvenuta uccisa con ferite da taglio multiple. Entrambi i coniugi risultano positivi alla GHB (la droga dello stupro). Vanessa lavorava per la Kaylispharma, nota azienda farmaceutica produttrice di un farmaco oppioide che ha contribuito a creare molti tossicodipendenti. Vanessa aveva un tatuaggio visibile agli ultravioletti che rappresenta il pass di una nota discoteca dove si esibiva dj Notorious ovvero Tory, la figlia di Maddox, tossicodipendente proprio del farmaco oppioide. Tory confessa a Hudson che Vanessa voleva farle vedere qualcosa, forse una clinica di riabilitazione. Viktor racconta di un incontro tra Vanessa e il suo rivale, il professore Schaar, che da tempo combatte per far luce sul farmaco. Hudson interroga Schaar e scopre che aveva discusso con Vanessa poco prima della conferenza del convegno dell'associazione forense. Vanessa aveva le prove, contenute in un hard drive, per denunciare l'azienda per corruzione e Maddox per aver contraffatto le sue dichiarazioni come perito sul farmaco oppioide in numerosi processi legali in cambio di  cifre a sei zero. Vanessa aveva tentato di dare l'hard drive a Tory, ma non ci era riuscita. Maddox pensa di recuperarlo ma viene fermato da Rex e Hudson. Le indagini rivelano che è stato Maddox a uccidere la moglie per poter salvare la sua reputazione e il patrimonio economico acquisito con il matrimonio.
- Ascolti Italia: telespettatori 356.000 – share 4,10%[16]

## Questione di sangue
- Titolo originale: In a Family Way
- Diretto da: Harvey Crossland
- Scritto da: Derek Schreyer

### Trama
Chelsea Waters è una stalker di Hunters Dobson, campione di snowboard e volto della Freefall, nota marca di sciolina. La ragazza viene rinvenuta morta tra le nevi. Le indagini portano a credere che si fingesse incinta, visto che era stata trovata a rubare presso la clinica prenatale del dottor Liam Kopland. Viene visionato il video di una telecamera di sorveglianza della montagna in cui Chelsea era stata ripresa con una borsa. Viene rinvenuta anche la berlina rossa in cui la ragazza viveva essendo senzatetto. Nell'auto vengono trovate alcune buste identificate con delle iniziali e contenenti piccoli oggetti apparentemente senza senso, un cellulare criptato ma non la borsa. Dal cellulare Jesse recupera una chat dove Hunter le dava un appuntamento sulla montagna. Incalzato da Hudson, Hunter confessa l'omicidio e poco dopo anche suo padre fa lo stesso. Si scopre che Chelsea aveva un appuntamento con l'igienista dentale Kayleigh Pearce. Costei rivela a Hudson che Chelsea aveva scoperto che erano sorelle, grazie al contenuto delle buste nell'auto, e pensava che Hunter fosse loro fratello e che ci fossero altri fratelli e sorelle. In effetti i test del DNA eseguiti da Sarah confermano la tesi di Chelsea e anche che il padre di Hunter biologicamente non è suo padre. Tutto riporta alla clinica di fertilità di New Dawn, in cui lavora il dottor Kopland, e dove tutte le madri e i padri dei ragazzi coinvolti si erano recati per avere un figlio. Sarah e Hudson vanno sotto copertura e, mentre intrattengono il dottore, Rex cerca la borsa di Chelsea e la trova. Il dottore viene arrestato e confessa che Chelsea voleva rendere pubblica la scoperta. Lui l'aveva seguita in montagna e mentre le strappava la borsa dalle mani, la ragazza era caduta dal dirupo ed era morta. Hunter, che era andato all'appuntamento, aveva trovato Chelsea morta e l'aveva ricoperta di neve. Kayleigh e Hunter si conoscono sul luogo dove Chelsea è morta.
- Ascolti Italia: telespettatori 484.000 – 4,30%[17]